# Muuruvesi

Wappen von Muuruvesi

Muuruvesi [ˈmuːruvɛsi] ist eine ehemalige Gemeinde in der finnischen Landschaft Nordsavo. Ab 1971 gehörte Muuruvesi zur Stadt Juankoski, mit der es 2017 nach Kuopio eingemeindet wurde.
Muuruvesi liegt elf Kilometer südwestlich des Stadtzentrums von Juankoski und 53 Kilometer nordöstlich von Kuopio in der ostfinnischen Landschaft Nordsavo. Das Kirchdorf Muuruvesi liegt am Ufer des gleichnamigen Sees. Hier leben 372 Menschen (Stand: 31. Dezember 2011). Das ehemalige Gemeindegebiet von Muuruvesi umfasst insgesamt 299 Quadratkilometer. Die Einwohnerzahl der Gemeinde betrug zuletzt 4.209 (Stand: 1963).
Muuruvesi löste sich 1899 als eigenständige Gemeinde aus Nilsiä. Ursprünglich gehörte auch der Industrieort Juankoski zu Muuruvesi, ehe er sich 1925 selbstständig machte. 1971 wurde Muuruvesi gemeinsam mit Säyneinen nach Juankoski eingemeindet.
Die Kirche von Muuruvesi wurde 1904 nach Plänen von Josef Stenbäck fertiggestellt. Sie ist eine steinerne Kreuzkirche im Stil der Nationalromantik.

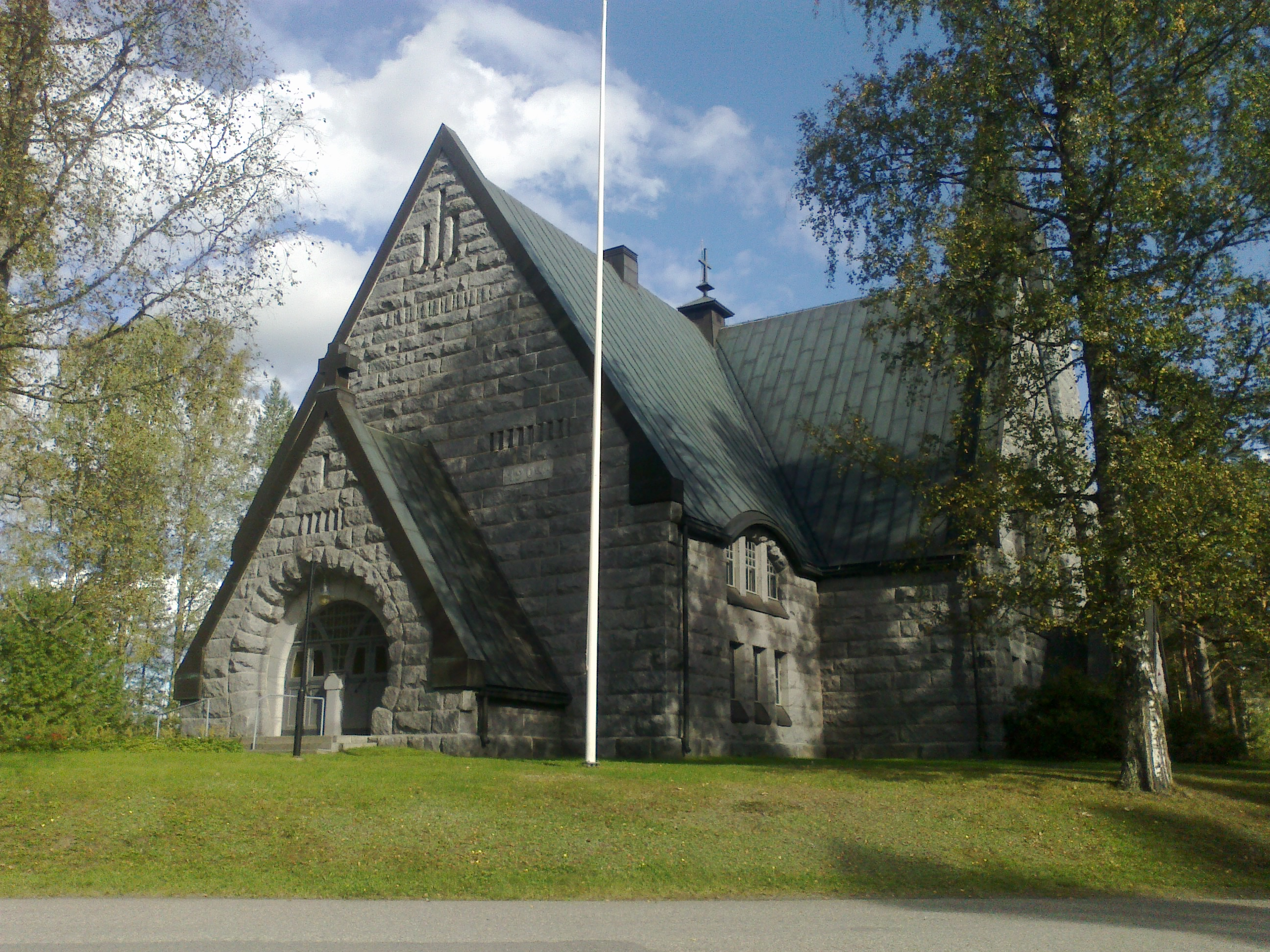
Muuruvesi kirche
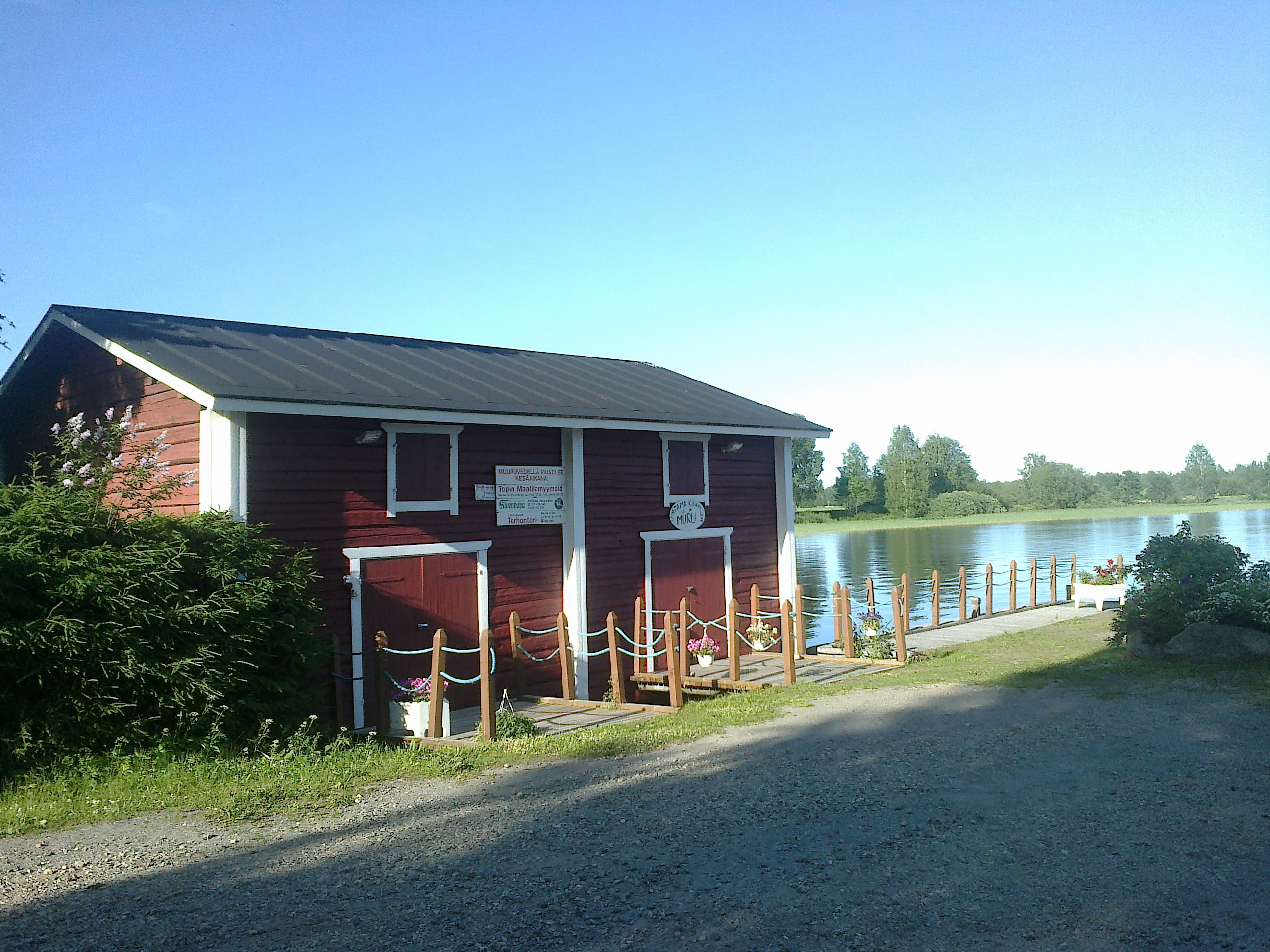
Hafen in Muuruvesi
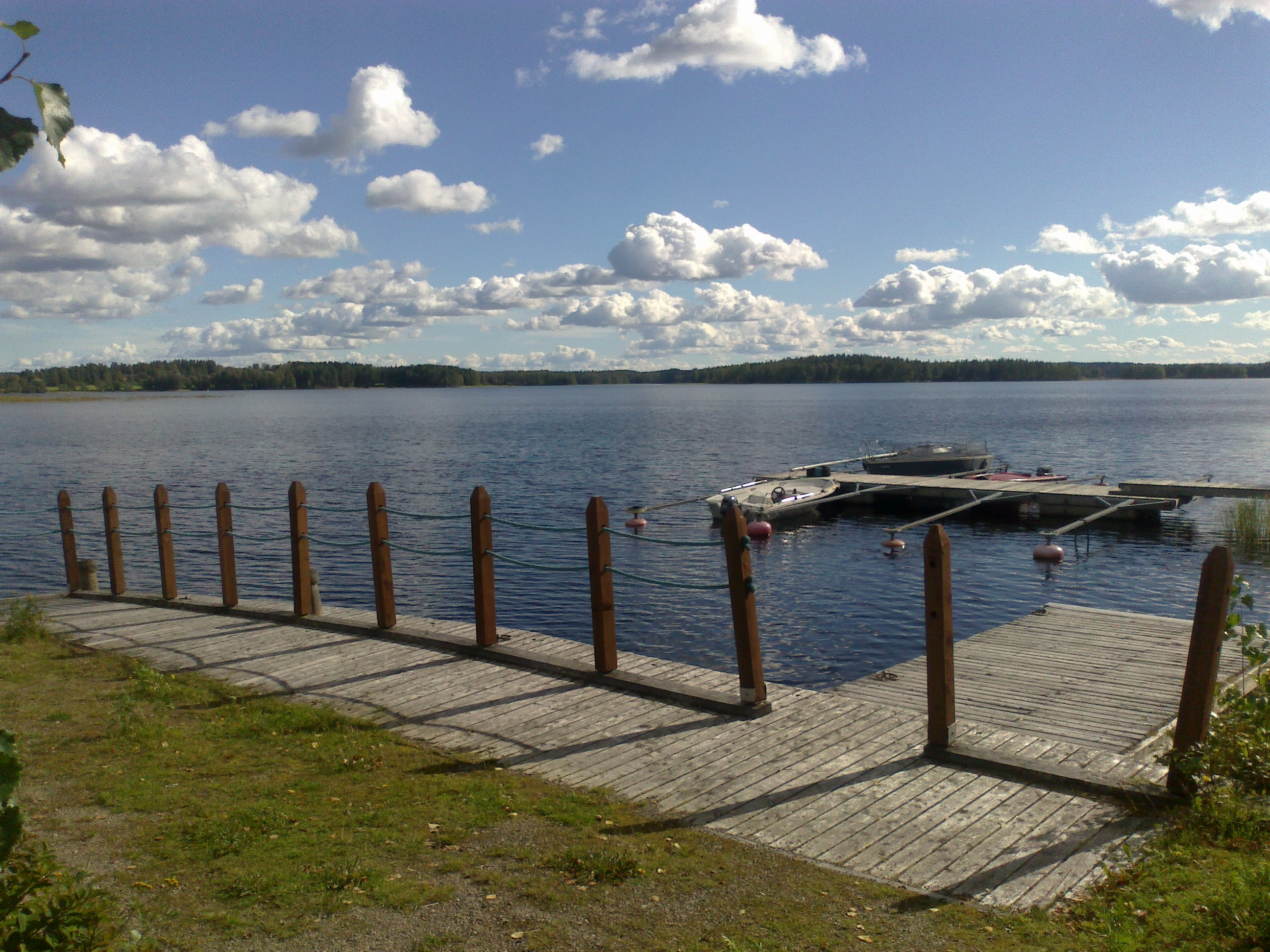
Im bild der Muuruvesi See.